# Luis García
Luis Javier García Sanz (n. 24 iunie 1978, Barcelona, Catalonia, Spania) este un fost fotbalist spaniol, retras din activitate. Deși este stângaci, șutează bine cu ambele picioare și are un joc de cap bun, chiar dacă nu este foarte înalt.

## Titluri

### Club
- Liverpool:
  - UEFA Champions League: 2004-05
  - Supercupa Europei: 2005
  - FA Cup: 2005-06
  - FA Community Shield: 2006

### Individual
- Echipa anului - UEFA: 2005